# Kurt Anglet
Kurt Anglet (* 1951 in Northeim in Niedersachsen) ist ein deutscher römisch-katholischer Theologe und Professor am Seminar Redemptoris Mater in Berlin.

## Leben
Nach einem Studium der Theologie, Philosophie und Germanistik an der Philosophisch-Theologischen Hochschule Sankt Georgen in Frankfurt am Main und an den Universitäten in Frankfurt am Main und Münster/Westfalen promovierte Anglet 1988 (Zur Phantasmagorie der Tradition. Nietzsches Philosophie zwischen Historismus und Beschwörung. Eine Studie auf der Grundlage der zweiten und dritten Unzeitgemäßen Betrachtung) in dem Fach katholische Fundamentaltheologie. In den 1990er Jahren nahm er einen Lehrauftrag für Katholische Theologie am Institut für Jüdische Studien der Universität Potsdam wahr. Anglets Habilitation (Der eschatologische Vorbehalt. Eine Denkfigur Erik Petersons) erfolgte 2003 in dem Fach Dogmatik an der Universität Breslau. Er war anschließend wissenschaftlicher Mitarbeiter von Alois Kardinal Grillmeier bei dessen mehrbändiger Buchveröffentlichung Jesus der Christus im Glauben der Kirche.
Anglets Priesterweihe fand 2002 in Berlin statt. Hiernach stand er im pastoralen Dienst des Erzbistums Berlin. So ist er unter anderem Pfarrvikar und Seelsorger in der St.-Annen-Kirche und der zugehörigen Gemeinde Heilige Familie.
Kurt Anglet gehört zu den Theologen römisch-katholischer Provenienz, die sich um eine adäquate Interpretation eschatologischer Aussagegehalte des Neuen Testaments bemühen, welche in der Theologiegeschichte eine nur geringe Beachtung fanden. Er überträgt eine vorrangig eschatologisch und apokalyptisch geprägte und vorgezeichnete Fragestellung, welche genuin theologischer Natur ist, auf Bereiche der Literaturwissenschaft (Kafka), Kunstwissenschaft (Ustwolskaja, Schönberg), sowie der Politikwissenschaft (Carl Schmitt).
Anglet ist Mitglied des Wissenschaftlichen Beirats der Group2012, eines internationalen Netzwerkes zur Erforschung der literarischen Moderne.

## Schriften
- Zur Phantasmagorie der Tradition. Nietzsches Philosophie zwischen Historismus und Beschwörung. Eine Studie auf der Grundlage der zweiten und dritten Unzeitgemäßen Betrachtung. Verlag Echter. Würzburg 1989.
- Messianität und Geschichte. Walter Benjamins Konstruktion der historischen Dialektik und deren Aufhebung ins Eschatologische durch Erik Peterson. Akademie-Verlag. Berlin 1995. ISBN 978-3-05-002277-2
- Der eschatologische Vorbehalt. Eine Denkfigur Erik Petersons. Verlag Schöningh. Paderborn 2001. ISBN 978-3-506-70407-8
- Das Ende der Zeit – die Zeit des Endes. Eschatologie und Apokalypse. Verlag Echter. Würzburg 2005. ISBN 978-3-429-02762-9
- Kreuz und Kairos. Eine eucharistische Grundlegung des Christusdogmas. Verlag Echter. Würzburg 2005. ISBN 978-3-429-02749-0
- Kafka-Sequenzen zum Prozess. Die Aura vor dem Fall. Verlag Echter. Würzburg 2006. ISBN 978-3-429-02843-5
- Kafka-Sequenzen zum Schloss. Die zweite Aufklärung. Verlag Echter. Würzburg 2006. ISBN 978-3-429-02844-2
- Entgrenzung des Raumes. Traktat über Auferstehung. Verlag Echter. Würzburg 2007. ISBN 978-3-429-02883-1
- Begrenzung der Zeit. Traktat über Vollendung. Verlag Echter. Würzburg 2008. ISBN 978-3-429-02964-7
- Detonation des Schweigens. Galina Ustwolskaja zum Gedächtnis. Verlag Echter. Würzburg 2008. ISBN 978-3-429-03020-9
- Macht und Offenbarung. Zum Geheimnis der Gesetzwidrigkeit. Verlag Echter. Würzburg 2009. ISBN 978-3-429-03173-2
- Vorausbilder. Zu Arnold Schönbergs Kriegswolkentagebuch. Vier Aufsätze. Verlag Echter. Würzburg 2011. ISBN 978-3-429-03422-1
- Die letzte Stunde – eine Betrachtung. Verlag Echter. Würzburg 2011. ISBN 978-3-429-03337-8
- Gott – der Vater Jesu Christi: der Gott der Vollendung. Theologischer Traktat. Verlag Echter. Würzburg 2012. ISBN 978-3-429-03468-9
- Vom Kommen des Reiches Gottes. Verlag Echter. Würzburg 2013. ISBN 978-3-429-03572-3
- Auferstehung und Vollendung. Verlag Echter. Würzburg 2014. ISBN 978-3-429-03683-6
- Auferstehung Jesu Christi als messianische Zeugung. Verlag Echter. Würzburg 2015. ISBN 978-3-429-03845-8
- Totenstille und der Geist der Prophetie. Verlag Echter. Würzburg 2016. ISBN 978-3-429-03929-5
- Erniedrigung - Erhöhung - Auferstehung Jesu Christi. Theologie im Zeitalter des Schweines. Verlag Echter. Würzburg 2017. ISBN 978-3-42904-91-95
- Kreuz und Kommen Jesu Christi. Verlag Echter. Würzburg 2019. ISBN 978-3-429-05360-4
- Der Geist und die Braut. Zur geistlichen Sendung der Kirche. Verlag Echter. Würzburg 2020. ISBN 978-3-429-05561-5
- Die Deutung der Zeichen der Zeit. Verlag Echter. Würzburg 2022. ISBN 978-3-429-05753-4

### Aufsätze (Auswahl)
- Dialektik der Zerstreuung. Prousts Spuren in Walter Benjamins „Kunstwerk“-Aufsatz. In: Neue Zürcher Zeitung. Ausgabe des 7./8. November 2008.
- F. K. – Schreiben im Vorletzten. In: Gernot Wimmer (Hrsg.): Franz Kafka zwischen Judentum und Christentum, Verlag Königshausen & Neumann. Würzburg 2012. ISBN 978-3-8260-4949-1
- Das Drama der Stille. In: Gernot Wimmer (Hrsg.): Georg Büchner und die Aufklärung, Verlag Böhlau. Wien/Köln/Weimar 2015. ISBN 978-3-205-79682-4.
- Karl Kraus – das Schweigen, die Sprache und die Apokalypse. In: Bernd Neumann und Gernot Wimmer (Hrsg.): Zwischen Propaganda und Erinnerung. Der Erste Weltkrieg auf dem deutsch-europäischen Literaturfeld. Verlag Böhlau. Wien/Köln/Weimar.